# James Baskett
James Franklin Baskett (Indianápolis, 16 de fevereiro de 1904 - Los Angeles, 9 de julho de 1948) foi um ator estadunidense conhecido por sua interpretação de Tio Remus no longa-metragem de 1946 da Disney, A Canção do Sul. Ele recebeu um Oscar Honorário, fazendo dele o primeiro artista negro a receber um Oscar.